# Ез-Зарка (річка)
Ез-Зарка (араб. نهر الزرقاء) — річка в Йорданії, притока річки Йордан. Річка Яббок, що згадується в Біблії, ототожнюється з Ез-Заркою.

## Короткий опис
Ез-Зарка є великою притокою річки Йордан. Витоки розташовані на північний схід від Амману. Басейн охоплює найгустонаселеніші райони на схід від річки Йордан до Йорданії. Протікає через глибоку й широку долину, на висоті 1 090 метрів над рівнем моря. Загальна площа басейну 3 900 км ². Довжина річки — близько 105 км.
Одна з небагатьох річок у цьому районі, які не пересихають.
Річка сильно забруднена і її відновлення є одним з головних пріоритетів для йорданського міністерства охорони навколишнього середовища.

## ГЕС
На річці розташовано ГЕС Кінг Талал.

## У Біблії
Річка Яббок неодноразово згадується у Біблії. 
- Книга Буття, Розділ 32[1]:

|  | І встав він тієї ночі, і взяв обидві жінки свої, і обидві невільниці свої та одинадцятеро дітей своїх, і перейшов брід Яббок. |

- Книга Чисел, Розділ 21[2]

|  | І вдарив його Ізраїль вістрям меча, і посів край його від Арнону аж до Яббоку, аж до синів Аммону, бо Аз границя синів Аммону. |

- Повторення закону, Розділ 2[3]

|  | Тільки до краю Аммонових синів не наблизився ти, до всього узбережжя потоку Яббоку, і до міст гори, та до всього, про що наказав був Господь, Бог наш. |

- Книга Ісуса Навина, Розділ 12[4]

|  | Сигон, цар аморейський, що сидів у Хешбоні, що панував від Ароеру, що над берегом арнонського потоку, і середина потоку, і половина Ґілеаду, і аж до потоку Яббоку, границі синів Аммонових... |